# هاینریش کوئینکه
هاینریش ایرِنایوس کوئینکه (آلمانی: Heinrich Irenaeus Quincke؛ ۲۶ اوت ۱۸۴۲ – ۱۹ مهٔ ۱۹۲۲) یک پزشک متخصص داخلی و جراح اهل امپراتوری آلمان بود.
پدرش، هرمان کوئینکه و برادر بزرگترش گیورگ هرمان کوئینکه هر دو از پزشکان مشهور زمان خود بودند، و خودش دانش‌آموختهٔ رشتهٔ پزشکی در دانشگاه هومبولت برلین، دانشگاه هایدلبرگ و دانشگاه وورتسبورگ و از شاگردان رودلف ویرشو و آلبرت فون کولیکر بود. کوئینکه در سال ۱۹۰۱، از دانشگاه گلاسگو دکترای افتخاری دریافت داشت.
مشارکت برجستهٔ او در علم پزشکی، معرفیِ روش پونکسیون کمری جهت تشخیص و درمان بود. پس از سال ۱۸۷۴ میلادی، پژوهش‌های وی بیشتر متمرکز بر پزشکی ریه بود.
وی احتمالاً نخستین کسی بود که آنژیوادم را تشخیص داد که به نام «ادم کوئینکه» هم شناخته می‌شود. «نبض کوئینکه» به قرمزی و رنگ‌پریدگی متوالی زیر بستر ناخن گفته می‌شود که نشانهٔ نارسایی آئورت است. در گذشته نیز به پونکسیون کمری «پونکسیون کوئینکه» می‌گفتند که جهت آزمایش مایع مغزی-نخاعی در بسیاری از بیماری‌ها از جمله مننژیت و ام‌اس کاربرد دارد. او در سال ۱۸۹۳ میلادی عارضه‌ای به نام «مننژیت سروزی» را توصیف کرد که امروزه به نام پرفشاری داخل‌مغزی با علت نامشخص شناخته می‌شود.